# انعام‌الحق شریف
انعام‌الحق شریف (انگلیسی: Anamul Haque Sharif؛ زادهٔ ۹ دسامبر ۱۹۸۵) بازیکن فوتبال اهل بنگلادش بود.
از باشگاه‌هایی که در آن بازی کرده است می‌توان به باشگاه فوتبال شیخ جمال دانموندی اشاره کرد.
وی همچنین در تیم‌های ملی فوتبال زیر ۲۰ سال بنگلادش و بنگلادش بازی کرده است.